# Talande vapen
Talande vapen är inom heraldiken en term för ett vapen, som helt eller delvis illustrerar vapenägarens namn som en rebus. I vissa länder räknas endast vapen som är skapade efter namnet som talande. I Norden inkluderas vanligen även vapen där namnet är skapat efter vapnet. För många nordiska uradliga ätter har namnet tillkommit långt senare än vapnet.
Några exempel på kommunvapen som talande vapen är Örnsköldsviks som avbildar en örn som håller i en sköld och flyger över en vik, Kils kommunvapen, som helt enkelt består av en kil, Tranås kommun, som har en trana på ett berg, vapnet för Falkenbergs kommun, som har en falk på ett berg samt vapnet för Lyon i Frankrike, med ett lejon.
Frits Läffler nämner i artikeln Några svenska »talande vapen» på 1200- och 1300-talen i Personhistorisk tidskrift från 1903 (stavningen av flera av ättenamnen avviker från dagens):
| ”                                                | I Sverige har, som kändt är, ett stort antal nu lefvande adliga ätter af inhemskt ursprung talande vapen och motsvarande familjenamn. Af sådana ätter, hvilka härstamma från medeltiden, hafva de ojämförligt flesta fått sina familjenamn först på 1500- och 1600-talen. Dylika äro Banér Bielke, Giös, Horn till Åminne, Leijonhufvud, Lillie, Lilliehöök, Oxenstierna, Rosenstråle, Rålamb, Silfversparre, Sparre, Stenbock, Stålhandske, Svinhufvud, Uggla, Ulfsax (eller Ullsax). — En mängd under nyare tiden adlade ätter hafva äfven dylika namn, ett förhållande så välbekant, att exempel därpå ej behöfva anföras. Emellertid kunna äfven ett antal fall af »armes parlantes» (talande vapen) med motsvarande tillnamn redan på 1200- och 1300-talen uppvisas i Sverige, ett förhållande som hittills torde vara mindre uppmärksammadt, ehuruväl enstaka fall här och där finnas påpekade. Jag har i ett föredrag med titeln »Den gottländska Taxteinarsägnen (En svensk mytbildning i nyare tid)», hvilket f. n. är under tryckning i »De Svenska Landsmålen», haft anledning att påpeka ett antal dylika fall. Dessa äro följande: And, Mus, Ängel, Läma, Baat, Blapanna, Gädda, Duwa, Siik, Simpa, Strale, Stut, Trolle samt Oxe, hvilka nu till allra största delen äro utdöda. | „ |
| – Frits Läffler, Personhistorisk tidskrift, 1903 | |   |

## Exempel på talande kommunvapen

Vapnet för Örnsköldsviks kommun, som har en örn som håller i en sköld ovanför vatten (en vik)
Vapnet för Kils kommun, som har en kil
Vapnet för Tranås kommun, som har en trana på ett berg (en ås)
Vapnet för Falkenbergs kommun, som har en falk på ett berg
Vapnet för Lyon, Frankrike. Lion är franska ordet för lejon, även om namnet Lyon egentligen kommer av Lugdunum, som har en annan ursprunglig betydelse.